# Carsten Jensen

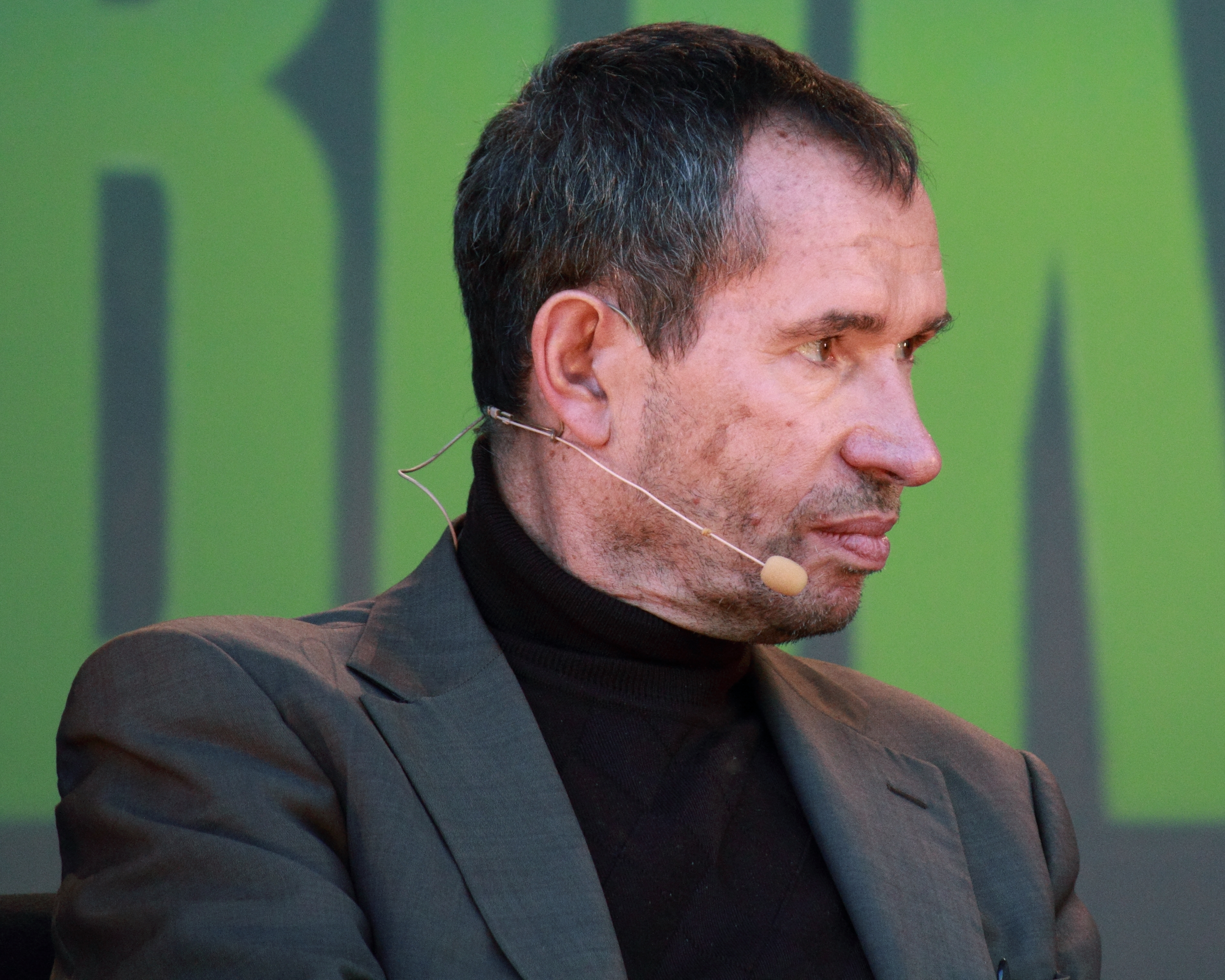
Carsten Jensen

Carsten Jensen (sinh ngày 24.7.1952 tại Marstal trên đảo Ærø, Đan Mạch) là một nhà văn Đan Mạch, đã đoạt giải Olof Palme năm 2009.

## Cuộc đời và Sự nghiệp
Carsten Jensen đậu bằng thạc sĩ văn chương ở Đại học Copenhagen năm 1981. Ông nổi tiếng về các bài phóng sự, các bài tiểu luận phê bình xã hội đăng trên các báo Dagbladet Information, Politiken, Aktuelt, Ekstra Bladet và Morgenavisen Jyllands-Posten của Đan Mạch trong thập niên 1980. Từ năm 1985-1990 ông là trưởng ban biên tập tạp chí định kỳ "Fredag" (ngày Thứ Sáu).
Năm 1997 Carsten Jensen đoạt Boghandlernes Gyldne Laurbær (giải Cành cọ vàng của Hội các nhà buôn bán sách) cho bài tường thuật chuyến đi "Jeg har set verden begynde" (Tôi đã thấy thế giới bắt đầu), trong năm 1996. Năm 2001 ông làm giáo sư phụ tá môn phân tích văn học ở Phân khoa Nhân văn Đại học Nam Đan Mạch. Từ năm 2000-2003 ông là hội viên của Det Kulturelle Vismandsråd (Hội đồng nhà thông thái văn hoá, tương đương Hội đồng Văn hóa cấp cao). Năm 2007 ông đoạt "giải tiểu thuyết của đài phát thanh P2" và "giải Văn học của Ngân hàng Đan Mạch" cho quyển "Vi, de druknede" (Chúng ta, những người nghiện rượu) với tiền giải là 300.000 krone Đan Mạch. Carsten Jensen đoạt giải Olof Palme năm 2009 cho các bài phê bình chỉ trích Đan Mạch về vấn đề nhân quyền.

## Đời tư
Carsten Jensen sống chung (mà không kết hôn) với nhà văn nữ Liz Jensen. Họ có một con gái.

## Tác phẩm
- Salg, klasse og død, 1975
- Sjælen sidder i øjet, 1985
- På en mørkeræd klode, 1986
- Souveniers fra 80'erne, 1988
- Kannibalernes nadver, 1988
- Jorden i munden, 1991
- Af en astmatisk kritikers bekendelser, 1992
- Forsømmelsernes bog, 1993
- Jeg har set verden begynde, 1996
- Jeg har hørt et stjerneskud, 1997
- År to & tre, 1999
- Oprøret mod tyngdeloven, 2001
- Jorden rundt (2003)
- Livet i Camp Eden (2004)
- Det glemte folk - en rejse i Burmas grænseland (2004)
- Vi, de druknede (2006)
- Sidste rejse (2007)